# Mata (rivière)
Pour les articles homonymes, voir Mata.
La rivière Mata  (en  anglais : Mata River ) est un cours d’eau de la région de l’East Coast de l’Île du Nord de la Nouvelle-Zélande.

## Géographie
Elle s’écoule vers le nord-est à partir des pentes du Mont Arowhana (en) dans la chaîne de Raukumara (en),  pour rejoindre la rivière Tapuaeroa tout près de la ville de Ruatoria, en formant ainsi le fleuve Waipu, qui atteint l’Océan Pacifique près de la ville de Rangitukia, à 10 km au sud de East Cape.

## Coordonnées
- Source 37° 57′ 12″ S, 177° 53′ 47″ E
- Mouth 37° 53′ 14″ S, 178° 16′ 47″ E

- New Zealand Gazetteer